# Адельчіз
Адельчіз або Адальгіз (†788), син останнього короля лангобардів Дезидерія, лангобардський принц. Після того як його батько в 774 році був переможений королем франків Карлом Великим у битві за Павію Адельчіз утік до Візантії. Виношував наміри відвоювати престол за допомогою імператриці Ірини.
У 788 висадився з військом візантійців на чолі із логофетом стратіотиків Іоанном на берег Італії. Проте об'єднане військо франків і лангобардів на чолі з князем Беневентським Грімоальдом III, Вінігесом і герцогом Сполетським Гільдепрандом перемогло візантійців одразу після їх висадки на берег.
Адельчіз знову втік до Константинополя, де помер у 788.